# تالس
تالِس میلِتوسی (ولادت، حدود ۶۲۶/۶۲۳ – وفات، حدود ۵۴۸/۵۴۵ ق. م) (به یونانی: Θαλης، تلفظ: ثالیس) یا به‌صورت عربی: طالِس، فیلسوف پیشاسقراطی و متعلّق به نیمهٔ دوم سدهٔ هفتم پیش از میلاد در شهر میلِتوس، ایونیا، آسیای صغیر در یونان باستان است. او به‌عنوان یکی از اعضاء حکمای سبعه و چهره‌های مؤسس در یونان باستان شناخته می‌شود.
بسیاری تالِس را اوّلین فیلسوف و نیز آغازگر فلسفه در سنّت یونانی می‌دانند. او روش مرسوم توضیح جهان به‌وسیلهٔ اساطیر را کنار گذاشت و برای ادراک ماهیت عناصر آن از فلسفهٔ طبیعی یاری جست و به همین علّت به‌عنوان نخستین چهرهٔ علم شناخته می‌شود که از ابزاری نظیر ریاضیات، علم و استدلال استنتاجی استفاده کرده است.
تالس بنیان‌گذار مکتب مَلَطی بود. برتراند راسل در کتاب تاریخ فلسفهٔ خود عنوان می‌کند: «به روایت اسناد آغازگر فلسفه تالس بود.» هنر تالس این بود که واژهٔ «چه؟» را به جای واژهٔ «که؟» گذاشت. تالس همچون اندیشمندان پیشین یا دقیق‌تر بگوییم همچون متدینان گذشته نپرسید که جهان از «که» یا به‌وسیلهٔ «که» ساخته شده است، بلکه پرسش را به شکل کاملاً تازه‌ای مطرح کرد. او پرسید: «جهان از «چه» ساخته شده است؟»، یعنی تالس تفسیر اسطوره‌شناختی کهن دربارهٔ پیدایی جهان را رها کرد و کوشید تا با تفکّر عقلی به توصیف طبیعت بپردازد و پیدایی جهان را تبیین کند.
با ظهور تالس، تحوّل عظیمی در افکار پدید آمد و حکمت از مذهب جدا شد؛ بدین‌معنی که علما و عقلا که تا آن روز همهٔ اتّفاقات و حوادث را معلول ارادهٔ خدایان دانسته و همه را به عالم غیب نسبت می‌دادند، از آن پس معلول علل طبیعی دانسته و در جست‌وجوی آن علل به تحقیقات علمی پرداختند… [تالس اظهار می‌داشت:] همهٔ اشیاء دارای روح و قوّهٔ حیاتی هستند و می‌توانند به‌خودی‌خود به وجود آیند و به‌خودی‌خود حرکت کنند و احتیاجی به خالق و محرّک خارجی ندارند و بدین‌گونه خدایان را نه در تکوین آن‌ها دخالتی بوده و نه در بقا و حرکت آن‌ها دخالتی هست.
فیلسوفان اوّلیه در توضیح تمامیت طبیعت بر اساس موجودیت مادّه‌ای غایی، تابع تالس بودند. او فرض می‌کرد که این مادّهٔ غایی، آب است و نیز زمین بر روی آب شناور است.
تالس میلِتوسی به‌عنوان یک مهندس، موفق به ابداع دو قضیهٔ تالس، قضیهٔ تالس (دایره)، اندازه‌گیری ارتفاع اهرام ثلاثه مصر، اندازه‌گیری فاصلهٔ کشتی‌ها تا ساحل، انحراف رودخانهٔ هالیس و به‌عنوان یک منجم، موفق به پیش‌بینی وضع آب‌وهوا و زمان وقوع انقلابین و اعتدالین، کسوف و کشف موقعیت مکانی صورت فلکی دب اکبر شده بود.

سیمپلیکیوس در پاره‌نوشته‌ای به پیشینیان تالس اشاره می‌کند: 
چنان‌که می‌گویند، تالس نخستین کسی است که درگاه بررسی طبیعت را بر یونانیان گشود. هرچند به ادّعای تئوفراسطوس وی پیشینیان بسیاری داشته است؛ امّا چنان از آن‌ها پیشی گرفته که بر تمامشان سایه افکند. گویا هیچ چیز از خود به جا نگذاشته، جز رساله‌ای که به آن ستاره‌یابی دریایی می‌گویند.

## زندگی
تنها منبع اصلی که راجع به جزئیات خصوصی و حرفه‌ای زندگی تالس میلِتوسی به ما اطلاعات می‌دهد، کتاب متعلق به سدهٔ سوم پس از میلاد، «زندگی و عقاید فیلسوفان برجسته» اثر توصیف‌نویسِ فیلسوفان یونانی، دیوگنس لائرتیوس است. درحالی که توصیفات او همهٔ آن چیزی است که ما دربارهٔ تالس می‌دانیم، امّا این توصیفات هشت قرن پس از مرگ تالس، یعنی سدهٔ سوم پس از میلاد تدوین شده و غالباً تمام منابع او آکنده از «محتویات غیرقابل اتکا و حتی جعلی» بوده است. مشهور است که تالس در شهری که در دهانهٔ رود میندر واقع شده است، چشم به جهان گشوده که منظور شهر میلِتوس است.
تاریخ تولد دقیق تالس میلِتوسی مجهول است، امّا به‌طور تقریبی توسط چند واقعهٔ تاریخی که در منابع دارای تاریخ و زمان‌اند، معلوم شده است؛ با توجه به نوشته‌های هرودوت، مورخ قرن پنجم پیش از میلاد، تالس موفق به پیش‌بینی کسوف سال ۵۸۵ پ. م شده است. گاه‌شمار مورخ متعلق به سدهٔ دوم پیش از میلاد، آپولودور آتنی، که چهار سده پس از مرگ تالس تحریر شده، معتقد است، با فرض اینکه تالس در چهل سالگی به اوج موفقیت در حرفه و معرفت خود رسیده و با توجه به پیش‌بینی‌اش راجع به کسوف ۲۸ مه ۵۸۵ پیش از میلاد، سال ولادت او می‌باید حدوداً ۶۲۵ پیش از میلاد بوده باشد.

### اصل و نسب و طایفه
درحالی‌که این احتمال وجود دارد که تالس مانند اکثر میلِتوسیان اهل یونان بوده باشد، هرودوت او را به‌عنوان «یک فنیقی‌تبار با ارتباطی جزئی و دیرینه میان تبار او و فنیقی‌ها» معرفی کرده است. دیوگنس لائرتیوس، به‌جهت معرفی اصل و نسب و طایفهٔ تالس، به افرادی نظیر هرودوت، دوریسِ ساموسی و دِموکریتوس ارجاع می‌دهد که همگی متفق‌القول بر این بوده‌اند که «تالس پسر اکسامیس و کلئوبولینه و متعلق به نسل تلیدای، از نجیب‌زاده‌گان فنیقی و هم جرگهٔ کادموس و آگنور» بوده که از فنیقیه طرد و به‌عنوان شهروند به همراه نئلیوس به عضویت میلِتوس درمی‌آید.
به هر ترتیب، فریدریش نیچه و دیگران این روایت را صرفاً بدین‌معنا تفسیر کرده‌اند که اجداد تالس از دریانوردان اهالی ارگِ کادمیا در واحد استانی بوئوتیا بوده‌اند. با توجه به اینکه پدرش نامی کاریایی و مادرش نامی یونانی داشته‌اند، این نیز محتمل است که او دارای اصل و نسبی ترکیبی و از یک طایفهٔ سرشناس بوده باشد.
به‌نظر می‌رسد که دیوگنس لائرتیوس به علّت و حکایتی ثانوی و گزینه‌ای دیگر نیز برای معرفی بهتر اصل و نسب تالس روی می‌آورد: «به هر ترتیب، اکثر نویسندگان او را به‌عنوان نابغه‌ای میلتوسی جلوه داده‌اند.» دائرةالمعارف بریتانیکا (۱۳۳۱) با استنتاج از تحقیقاتی که در زندگی تالس شده، او را یک بومی میلِتوسی از طایفه‌ای اصیل که احتمالاً یونانی بوده، معرفی می‌کند.
دیوگنس با ارائهٔ گزارش‌های متناقض‌تری که راجع به زندگی او وجود دارد، به معرفی او ادامه می‌دهد: اوّل اینکه او ازدواج کرده و نیز صاحب پسری به‌نام (سیبیستوس یا سایبیستون) شده یا برادر یا خواهرزادهٔ خود را به فرزند خواندگی پذیرفته است. دوم اینکه او هرگز ازدواج نکرده و به‌عنوان یک مرد جوان به مادرش گفته که اکنون برای ازدواج بسیار زود است و بعدها به‌عنوان یک مرد مسن به او گفته که اکنون برای ازدواج بسیار دیر است. پلوتارک پیش از دیوگنس، راجع به تالس میلِتوسی روایتی این‌چنینی را تعریف کرده است: «سولون آتنی نزد تالس می‌رود و می‌پرسد که چرا مجرد مانده؛ تالس پاسخ می‌دهد که علاقه‌ای به نگرانی راجع به فرزندان ندارد.»
با این حال، او چندین سال بعد به‌دلیل اینکه نگران طایفه‌اش بوده، پسر برادر یا خواهر خود سیبیستوس را به فرزند خواندگی پذیرفته است.

### سفرها
فرهنگ یونان باستان به‌شدّت تحت‌تأثیر فرهنگ‌هایی بوده که در سرزمین‌های شام و بین‌النهرین رواج داشته‌اند. گفته می‌شود که تالس به بازرگانی مشغول بوده و از مصر یا بابل دیدن کرده است. به هر ترتیب، مدرک محکمی مبنی بر سفر او به خاور نزدیک در دست نیست، امّا بر سر این موضوع میان پژوهشگران اختلاف است. در میان نویسندگانی که پس از این فیلسوفان آمدند، بسیاری سفر به این اماکن را به آن‌ها نسبت می‌دادند و این مسئله تبدیل به امری عادی در میان آن‌ها شده بود، مخصوصاً زمانی که این نویسندگان در پی توضیح منشأ دانش ریاضی خود به کمک افرادی مانند تالس، فیثاغورس و ادوکسوس بودند.

### مصر
بسیاری از نویسندگان باستان به‌دلیل وجود یک مسئله در زندگی تالس، فرض می‌کرده‌اند که او به مصر سفری داشته و آن دانش هندسی او بوده است. احتمال اینکه تالس به‌دلیل وجود منطقه‌ای از مهاجرنشینان میلِتوسی در مصر که ناوکراتیس نام داشته به آنجا سفر کرده باشد، نیز وجود دارد. همچنین گفته شده که او با موبدان شهر تِبسی مناسبات نزدیکی داشته است؛ موبدانی که او را تعلیم داده‌اند و او نیز احتمالاً به آن‌ها دانش هندسه را تعلیم داده است. همچنین این احتمال وجود دارد که تالس شهر مصر را بر اساس شنیده‌هایش می‌شناخته و هرگز به آنجا سفر نکرده باشد.
مشهور است، تالس در ۸۰ یا ۹۰ سالگی، هنگامی که نظاره‌گر یک مسابقه ورزشی بوده، از فرط گرما و تشنگی و ناتوانی جان سپرده است.

## حکایات
داستان‌هایی از آن دست که به آسانی به حکما نسبت داده می‌شود، دربارهٔ او روایت شده است. از آن جمله آن است که گفته می‌شود در حالی که به ستارگان خیره شده بود، در چاهی افتاد یا آنکه چون پیش‌بینی می‌کرد زیتون کمیاب خواهد شد، دست به احتکار زیتون زد.
برخی گفته‌اند که تالس سوداگر تیزهوشی بوده و ارسطو درباره‌اش چنین گفته است:
می‌گویند مهارتی در علم نجوم داشت که هنوز زمستان به سر نرسیده، می‌دانست که سال بعد زیتون محصول خوبی خواهد داشت؛ بنابراین، به بهای اندکی (چون رقیبی نبود که قیمت را بالا ببرد) همهٔ دستگاه‌های روغن‌کشی را از پیش کرایه می‌کرد. فصل برداشت که می‌رسید… پول هنگفتی به جیب می‌زد.

## فلسفه

### نظریات فلسفی تالس
تالس این نظر را مطرح کرد که همهٔ این مواد در یک عنصر نخستین، وحدت بخشید. او این عنصر نخستین جهان را آب دانست. او آب را به عنوان جوهر واحدی که سراسر جهان هستی را فراگرفته است، مسلم فرض کرد. او از طریق این نظریه به این نتیجه رسید که زمین در فضا شناور است، درست مانند توپی که روی آب شناور است. ارسطو حدس می‌زند که ممکن است مشاهدهٔ این امر که همهٔ موجودات زنده و آنچه از آن تغذیه می‌کنند، مرطوب هستند، او را به این نتیجه‌گیری رهنمون ساخته باشد. علّت محتمل دیگر می‌تواند مشاهدهٔ این خاصیت آب باشد که به وضوح و در برابر چشمان تالس می‌توانسته به حالت‌های بخار و یخ درآید و مجدداً به صورت آب ظاهر گردد که حالات سه‌گانهٔ مادّه هستند؛ هرچند که این طبقه‌بندی هنوز در زمان تالس شناخته شده نبود. علاوه‌بر این، تالس در شهر ساحلی میلتوس زندگی می‌کرده که آب برای اهالی آن اهمیت زیادی داشته است. همچنین زمانی که در مصر به سر می‌برده، یقیناً به حاصلخیزی مزارع بعد از طغیان و فرونشستن آب رودخانهٔ نیل، توجه داشته و دیده است که چگونه پس از هر بارندگی، کرم‌ها پیدا می‌شده‌اند. سیالیت، بی‌شکل بودن آب و جنبش و پیدایی آن در مظاهر حیات، می‌توانند از دیگر عللی باشند که تالس را به این اندیشه که عنصر اساسی همه چیز آب است، سوق داده‌اند.
به ادّعای ارسطو، تالس به روح معتقد بود و معتقد بود که «آهن‌ربا دارای روح است؛ زیرا آهن را حرکت می‌دهد.» او همچنین می‌گفت: «همه چیز پُر از خدایان است.» منظور او از این گفته، واضح نیست؛ امّا بعید است که منظور تالس نوعی همه‌خدایی باشد. تالس و سایر فیلسوفان ایونیا معتقد به آموزهٔ زنده‌انگاری مواد بودند. آن‌ها اعتقاد داشتند که مادّه، حیات یا احساس دارد. این فلاسفه حیات یا جان را به جوهر نسبت می‌دادند و بر همین اساس تالس بر این نظر بود که خدا در همه چیز یعنی در همهٔ تعینات مادّه حضور دارد.

### جایگاه و اهمیت نظریات فلسفی تالس
تالس یکی از نخستین فیلسوفان و اوّلین فیلسوف میلتوس به‌شمار می‌آید. نظر تالس مبنی بر اینکه خاستگاه همه چیز آب است، بیش از حدس و گمان نبود و نه او و نه بسیاری که پس از او آمدند، راهی برای آزمودن نظریاتشان نداشتند؛ با این وجود، وی از نخستین کسانی است که کوشیدند تا به جای تفسیر اسطوره‌شناختی، جهان را به روشی عقلانی توصیف کنند. همچنین او از نخستین کسانی است که مفهوم «وحدت در اختلاف» را درک کرده است.
مهم‌ترین موضوعاتی که تالس را از نظر فلسفی در تاریخ اندیشه ممتاز می‌کند، کوشش او برای شناخت جهان از راه مشاهده و تفکر و واقع‌بینی، دور انداختن افسانه‌های دینی و تفسیرهای اساطیری و تلاش جهت فهم جهان بی‌توسل به خدایان و افسانه‌ها و نیروهای نامحدود آنان است.
ارسطو دربارهٔ او گفته است: «تالس کسی است که در سرآغاز فلسفه است.»

## ریاضیات و اخترشناسی

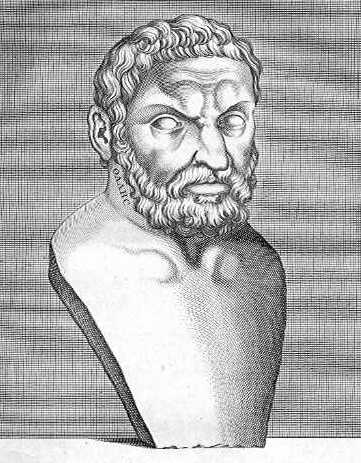
تالس میلتوسی

معروف است که تالس وقوع خورشیدگرفتگی ۲۸ مه ۵۸۵ پیش از میلاد را پیش‌بینی کرد. از دیگر فعالیت‌های نجومی‌ای که به تالس نسبت داده شده، تهیهٔ یک تقویم نجومی و معمول ساختن تجربهٔ فینیقی‌ها در تعیین خط سیر کشتی‌ها به‌وسیلهٔ خرس کوچک است.
در ریاضیات، قضیه تالس را به وی نسبت می‌دهند و مورخی به نام پروکلوس گزارش می‌دهد که تالس توانسته بود با کشف این قضیه، فاصلهٔ کشتی‌ها را از دریا تا ساحل تعیین کند. همچنین مورخ دیگری به نام دیوگنس لائرتیوس می‌نویسد: «تالس در واقع ارتفاع اهرام مصر را به‌وسیله سایهٔ آن‌ها اندازه‌گیری کرد و آن از راه مشاهدهٔ زمانی بود که سایهٔ ما مساوی بلندی قامت ما است.» همچنین از این قضیه حتی هم‌اکنون نیز برای اندازه‌گیری ارتفاع یک درخت هم استفاده می‌شود.

## سیاست
زندگی سیاسی تالس بیشتر به درگیری ایونی‌ها در دفاع از آناتولی، در برابر قدرت فزایندهٔ ایرانیان که در آن زمان به تازگی به آن منطقه وارد شده بودند، برمی‌گردد. به این ترتیب، پادشاه ماد و کوروش از معاصران تالس در ایران بوده‌اند.